# 吉野水分神社

34°21′14″N 135°52′23″E / 34.35395°N 135.87317°E
吉野水分神社（日语：／ Yoshino Mikumari-jinja）是一座位於日本奈良縣吉野郡吉野町吉野山的神社，社格是式內大社、村社，主祭神是天水分神，吉野八大神祠之一，大和四水分之首，世界遺產「紀伊山地的聖地及朝聖路」和日本遺產「由森林所孕育出來的人的生活與心靈〜美林遍野的造林發祥地‘吉野’〜」（森に育んだ人々の暮らしとこころ〜美林連なる造林発祥の地"吉野"〜）的組成部分之一，社殿為重要文化財，社藏「木造玉依姬命坐像」為日本國寶。

## 歷史
神社的實際創建年份雖然不明，但是能夠確認其原本位於吉野山的青根峯山頂西北約一公里處的字廣野（ヒロノ）1416番地，青根峯四面環水，東面是音無川，西面是秋野川，南面丹生川，北面則是象之小川。後來，為了方便信眾參拜，在獲得神封的大同元年（806年）左右或最晚至獲授予神階的承和7年（840年）或貞觀元年（859年）之前便遷座至現址，舊址則一度變成了拜所，其下方靠右處的桐谷與左邊的坂間谷、遙谷之間的區域被稱為「廣野千軒」的屋敷遺址，反映在神社遷座後，仍然有不少人視神社舊址為聖地。文獻上，根據《續日本紀》文武天皇2年（698）四月二九日條「奉馬于芳野水分峯神。祈雨也。」，皇室曾經為了祈雨將馬奉納至神社，按《延喜式》四時祭上記載，神社在祈年祭除了有奉幣外，與其餘19座水分神社各另多贈一匹馬，神社也是臨時祭祈雨的85座神社之一，在臨時祭的祝詞裡位居首位，同時也是舉行月次祭和新嘗祭的神社之一。另外，按《新抄格敕符抄》記載，神社在大同元年（806年）牒獲得神封一戶，及後的承和7年（840年）按《續日本後紀》記載獲授予從五位下神階，後來按《日本三代實錄》記載於貞觀元年（859年）升至正五位下，其後根據《神社明細帳》，神社在延元2年或建武4年（1337年）獲後醍醐天皇授予正二位。1926年5月，神社在奈良縣廳的監督下展開了維修工程，在翌年8月30日完成，造價達2.5萬日元，幣殿則持續施工至1928年9月完工，花費達1.5萬日元左右。1986年，奈良縣文化財保存事務所耗資1.2億日元左右，進行了大規模的解體維修工程，於翌年8月下旬完工。2004年，神社作為「紀伊山地的聖地及朝聖路」的一部分，獲登錄為世界遺產。

## 祭神

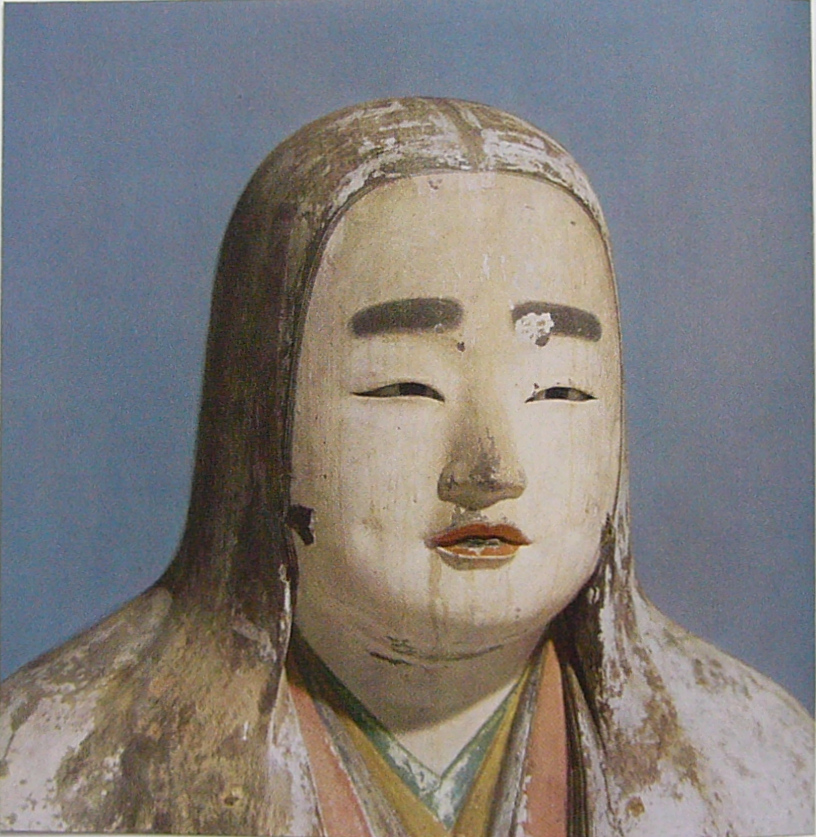
木造玉依姬命坐像

神社的主祭神是天水分神，位處正殿，右殿分別是天萬栲幡千千姬命、玉依姬和天津彥彥火瓊瓊杵尊，左殿則是高皇產靈尊、少彥名和御子神，另有隨神女神十名，男神三名一同合祀於此。其中，主祭神天水分神的水分訓讀是，意思是分發水源（水配、みずくばり），為坐鎮於水流交界的神祇。後來，水分（みくまり）訛轉成水籠、身籠（みこもり、みごもり），水籠的意是藏身於水中，身籠的意思則是懷孕，然後演變成子守，意思是照顧小孩。因此，除了水神外，作為求子神、育兒神也受人敬奉。此外，神社也受到金峰山信仰影響，有神佛習合的情況。按《金峰山秘密傳》記載，子守神是由地藏菩薩垂跡而成的婦神，其夫則是由多聞天垂跡而成的勝手明神，夫婦兩人均是藏王權現（金峯山寺本尊）的屬神，神社本身也是七十五靡中第七十二處修行地。子守神與勝手明神之子早馳明神在幣殿受人供奉，其中早馳明神作為安產神，在孕婦快要生的時候負責趕去告知子守神。
作為子守神的象徵，神社內供奉了一座木造玉依姬命坐像，在其背面和袖口前端的內面有「建長三年（1251年）十月十六日」的墨書銘文，由持蓮上人為首的37人以宣陽門院為大檀那而寄進至神社，高82.4厘米。本居宣長的雙親曾經在此神社祈求宣長平安出世，宣長本人也曾經三度前往參拜，按其著作《管笠日記》記載，他形容神社為：「如果沒有對水分神發誓，我也不會來到這個世界」（みくまりの神の誓いのなかりせばこれのあが身は生れこめやも），他在安永元年（1772年）於神前叩頭跪地並且說道：「這座神社跟上萬的遺跡相比，（我）更用心地默默參拜。」（この御やしろは、よろずの跡よりも心いれてしづかに拝み奉る）。木造玉依姬命坐像在1901年8月2日獲文化廳指定為重要文化財，1956年6月28日上調為國寶，另有一平安時代彫刻成的木造天萬栲幡千千姬命坐像則同樣在1901年8月2日獲指定為重要文化財。

## 神社建築
- 樓門。右前方是拜殿，左邊是南迴廊
- 拜殿
- 幣殿
- 中庭

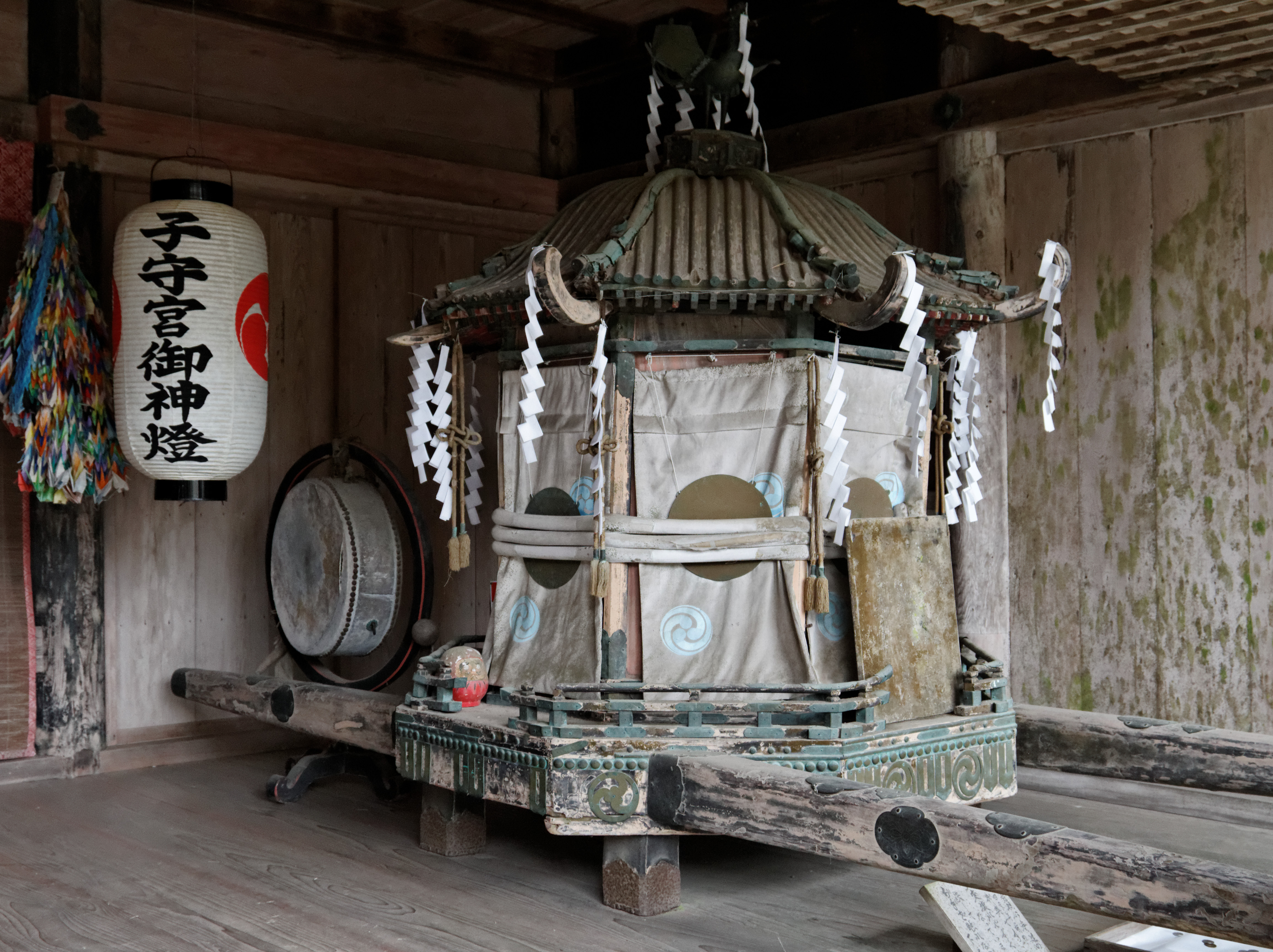
黑漆金銅裝神輿

關於神社現存的社殿的建築時期，《大辭林》、《國史大辭典》、《世界大百科事典》和《日本大百科全書》都指出是豐臣秀賴在慶長9年（1604年）重建或改建而成，《日本歷史地名大系》則稱神社是在安土桃山時代末期由豐臣秀賴改建而成，秀賴主導重建是由於豐臣秀吉曾經向神社的祭神求子，及後由建部光重完成修建。文化廳則主張是慶長10年（1605年）。
神社的北面是樓門，兩側是迴廊，西面略高的地方是本殿，南面是幣殿，東面則是拜殿，三座建築物內側為中庭。樓門是三間一戶的歇山頂式栩葺屋頂，左右兩側迴廊長三間，寬兩間，單層的懸山頂式栩葺屋頂。拜殿是懸造的長十間，東面寬四間，西面寬三間，單層的歇山頂式杮葺屋頂。幣殿是長六間，寬四間，單層的懸山頂式杮葺屋頂，背面建有板葺屋頂的下屋，幣殿內有一黑漆金銅裝神輿，是一個模仿高御座的八角形古式神輿，高223.5厘米，長396厘米，背面有奉行建部光重於慶長9年（1904年）製作而成的墨書銘。按金峯山寺藏的慶長18年（1613年）的《子守、勝手兩社僧年中御神役事》記載，金峯山寺在3月和9月舉辦一切經會和豎義時，水分神社和勝手神社的神輿也會暫時遷座至金峯山寺的藏王堂。2017年2月14日，神輿獲登錄為奈良縣指定有形文化財。
本殿是長九間，寬兩間，原本正殿是春日造，左右兩殿為三間社流造千鳥破風檜皮葺屋頂，三殿並立的同時其背面由木板牆壁連結起來，現在三殿各自建有茅負、木負和軒付。斗栱、虹梁和長押則是極彩色，也保留了蟇股和木鼻等安土桃山時代的建築特色。1901年3月27日，樓門、幣殿、拜殿和本殿均獲文化廳指定為重要文化財，其中迴廊則分別以「回廊（南）」和「回廊（北）」名義獲得指定。另外，神社的攝末社分別有以保祐初次體驗修驗道的修行者安全的大神神社和治療孩童皮膚病的柴神社，祭神分別是天之久比奢母智神、高龗神、國之久比奢母智命以及大己貴神和少彥名。

## 祭事

### 主要祭事
神社的主要祭事是4月3日舉行的御田植祭。這項神事是由身穿白衣並且配戴著老翁面具的農夫和配戴牛面具的男子現身於拜殿，手持鋤頭、圓鍬和耖等耕作工具，以祝詞問答的方式重覆展示從耕田到收割稻米的過程。其後，扮演農夫的人會撒供品，而平常這些道具則會置於拜殿的一角讓人自由觀看。神社所處的地方雖然寒冷，與稻米種植本來並沒有關係，不過通過舉行御田植祭，結合了產育信仰，從而吸引居於平地的近畿地方住民，實質上神社氏子數目也不多，主要的參拜者都是以求子、祈求安產為目的的信眾，與廣瀨大社等的御田植祭一脈相乘。神社的御田植祭原本由上市的農民團體御田植講協辦，現在則改由子守地區全體居民來奉仕。1978年，御田植祭獲登錄為吉野町指定無形民俗文化財。另外，關於神社例祭的舉辦日期，《My Pedia》、皇學館大學和奈良縣神社廳指出是10月16日，《日本眾神—神社和聖地》一書也認為是10月16日，並且同時指出直至近年為止是在10月14日舉行，而在1925年出版的《特選神名牒》則記載為6月9日和9月5日。與此同時，《世界大百科事典》主張是10月16日和17日，熊谷保孝在《日本大百科全書》中則指出是10月的第三個星期六。另外，吉野町指出在10月的第三個星期日，吉野山的所有神社都會舉行名為吉野山秋祭的神嘗祭，祈求五穀豐收。

### 年度祭事[1]
| 月次祭（毎月1日和15日） |                                           |
| 1月                     | 新年祭（1月1日）                          |
| 2月                     | 古札燒納式（2月4日） 祈年祭（2月21日）    |
| 3月                     | -                                         |
| 4月                     | 御田植祭（4月3日） 春季若宮祭（4月19日）  |
| 5月                     | -                                         |
| 6月                     | -                                         |
| 7月                     | -                                         |
| 8月                     | -                                         |
| 9月                     | -                                         |
| 10月                    | 御例祭（10月16日） 秋季若宮祭（10月19日） |
| 11月                    | 新嘗祭（11月23日）                        |
| 12月                    | 大祓（12月31日）                          |

### 註解
1. ↑  下屋是指主體建築外突出的屋簷部分及其下方的空間[22]。
2. ↑  茅負是指在飛檐垂木（日语：垂木）上方承托著茅（日语：茅）的橫向木材[25]。木負則是指地垂木和飛檐垂木的之間的橫向木材，用作固定飛檐垂木[26]。軒付是指檜皮葺、柿葺和茅葺等屋簷中較厚的部分[27]。
3. ↑  虹梁是指像彩虹般彎曲的橫樑[28]。極彩色的意思則是使用各種顏色來塗成彩色，多見於佛堂和佛塔的內部，近世之後在社殿等建築物內部也有使用極彩色，有些社殿的外圍部分則是自古便採用了這種手法[29]。
4. ↑  木鼻是指木材之間交叉時突出的部分[30]。

## 外部連結
- 吉野水分神社（重文） （页面存档备份，存于）
- 吉野水分神社｜吉野山観光協会 （页面存档备份，存于）
- 吉野水分神社 | スポット情報 | 吉野・天川エリア｜観光・おでかけ｜近畿日本鉄道 （页面存档备份，存于）